# National Movie Award
De National Movie Award is een Britse filmprijs die wordt uitgereikt tijdens een ceremonie van ITV. De prijs werd in 2007 ingevoerd vanwege het succes van de National Television Awards, een soortgelijke prijs voor televisieseries.
De eerste ceremonie vond plaats op 28 september 2007 in de Royal Festival Hall in Londen.

## Categorieën
De prijs telt zes categorieën, waarvan vier voor films:
- Actie/avontuur
- Animatie
- Comedy
- Familie

De overige twee prijzen zijn voor acteurs:
- Optreden man
- Optreden vrouw

Net als bij de National Television Awards kunnen ook producties van buiten het Verenigd Koninkrijk in aanmerking komen voor de prijs.

## Winnaars
De winnaars in 2007 waren:
- Actie/Avontuur: Casino Royale
- Animatie: The Simpsons Movie
- Comedy: Hot Fuzz
- Familie: Harry Potter en de Orde van de Feniks
- Optreden man: Daniel Radcliffe in Harry Potter en de Orde van de Feniks
- Optreden vrouw: Emma Watson in Harry Potter en de Orde van de Feniks